# Starkey (Nowy Jork)
Starkey – miasto w Stanach Zjednoczonych, w stanie Nowy Jork, w hrabstwie Yates.